# Тодор Бурмов
Тодор Стоянов Бурмо̀в е виден български възрожденец, борец за църковна независимост и активен политически деец след Освобождението.
Народен представител в I велико народно събрание и I, II и XII обикновено народно събрание.

## Биография

### Младежки години
Бурмов е роден на 2 януари 1834 г. в село Нова махала, Габровско (според някои източници днешният едноименен квартал на град Габрово, а според други – село Драгановци, наричано в миналото и Нова махала) в семейството на Неда и Стоян Лазарови.
Първоначално Бурмов учи в килийното училище в Габрово, а през учебната 1845 – 1846 г. постъпва в Габровското взаимно училище, където негови учители са Христо Костович и Илия Грудов. Още в ранните си детски години Тодор Бурмов показва много добри способности и това му дава възможността да замине да учи в Русия. През 1857 г. завършва Киевската духовна академия със степен магистър и се завръща в Габрово, където работи като учител. Високообразованият младеж повежда истинска борба със старите учители и чорбаджии за коренна реформа в образователния процес, за въвеждане на нови предмети и методи на преподаване. Благодарение на него, след две години Габровското училище се превръща в едно от най-модерните класни училища в страната.
Едновременно с това Тодор Бурмов започва своята публицистична дейност, публикувайки материали в „Цариградски вестник“ и списание „Български книжици“ (1860 – 1862 г.). През 1860 г. става редактор на „Български книжици“ и на страниците на списанието той поставя въпроса за църковната независимост. През април същата година Тодор Бурмов участва в подготовката на Великденската акция и отпечатва специална брошура, озаглавена „Българите и високото гръцко духовенство“, в която аргументира необходимостта от самостоятелна българска църква.

### Просветна дейност
През следващите няколко години Тодор Бурмов поема издаването на вестник „Съветник“ (1863 – 1865 г.) – първият български партиен орган, изразяващ интересите на умереното течение в борбата за църковна независимост. Привърженици на това течение са още Найден Геров, както и ръководителите на Одеското българско настоятелство и на Добродетелната дружина. Те застъпват тезата, че българският въпрос трябва да се реши чрез преговори и отстъпки, като се избягва разрив с Патриаршията. През 1865 г. вестникът е спрян, но Бурмов продължава да отстоява своите позиции на страниците на вестник „Время“ (1865 – 1867 г.). Макар и да не е революционер, Тодор Бурмов подкрепя идеята за освобождение чрез радикални мерки, но поставя акцента не върху самостоятелно освободително движение, а върху ролята на Русия.
През 1867 г. постъпва на работа в руската легация в Цариград като преводач и съветник по българските въпроси. Едновременно с това продължава журналистическата си дейност, като кореспондент на вестниците „Московские ведомости“ (1756 – 1917 г.) и „Европа“ (1866 – 1918 г.), където публикува много материали, разкриващи положението на българския народ и неговите стремежи. Не прекъсва и работата си за Църковното национално движение – пише брошури, посредничи между Руското посолство и българските дейци, служи като съветник на екзарх Антим I по важни политически въпроси. През 1875 г. е назначен за управител на Николаевската болница към Руското посолство в Цариград.
През 1875 г. е избран за дописен член на Българското книжовно дружество (днес БАН).

### Политическа дейност
По време на Руско-турската освободителна война (1877 – 1878 г.) е ковчежник на Канцелария за граждански дела към щаба на Руската армия. През 1878 г. е назначен за вицегубернатор на Пловдив, а на следващата година – за губернатор на София. Това предопределя и блестящата му политическа кариера. Княз Батенберг го избира за пръв министър-председател на страната, като едновременно с това е и министър на вътрешните работи и управляващ Министерството на народното просвещение. До 1884 г. е един от водачите на Консервативната партия, два пъти е избиран за министър на финансите. След това се присъединява към Прогресивнолибералната партия на Драган Цанков. Избиран е за народен представител (1880), за член на Върховния касационен съд (1881 г.) и на Държавния съвет (1881 – 1883 г.).
През 1883 г. в кабинета на генерал Леонид Соболев, както и за няколко дни по време на проруския преврат от 1886 г., той е управляващ министър на финансите. През 1884 г. се отцепва от Консервативната партия и се присъединява към либералите на Драган Цанков. При либералите Бурмов оглавява министерството на финансите (1884 – 1886 г.) в правителството на митрополит Климент. Член е на Кодификационната комисия (1884 – 1885 г.) и активен участник в политическите борби (1885 – 1906 г.). Редактор е на вестниците „Марица“, „Витоша“ – първия печатен орган на Консервативнат партия, „Български глас“ и русофилския „Светлина“ (1882 – 1897 г.). Оттегля се от политическия живот след 1886 г.
Умира на 25 октомври 1906 г. във влак, на път от София за Цариград, на 72-годишна възраст.
Част от архивите му се съхраняват във фонд № 16 на Българския исторически архив в Националната библиотека „Св. св. Кирил и Методий“.

## Галерия
- Сградата на ул. „Врабча“ 7
- Паметна плоча на Тодор Бурмов и Стоян Данев на фасадата на сградата на ул. „Врабча“ 7, в която са живели като министър-председатели
- Указ № 1 на княз Александър I Батенберг за съставяне на правителство, 5 юли 1879 г.

## Семейство
Тодор Бурмов се жени през 1861 г. за Марионка (Мария) Иванова Първова-Золотович (1835 – 1916 г.), племенница на търговеца Георги Золотович, която му ражда 4 дъщери:
|                            |                            |                            |                            |                            |                            |  |  | Тодор Бурмов (1834 – 1906)        | Тодор Бурмов (1834 – 1906)        | Тодор Бурмов (1834 – 1906)        | Тодор Бурмов (1834 – 1906)        | Тодор Бурмов (1834 – 1906)        | Тодор Бурмов (1834 – 1906)        |  |  | Марионка Първова-Золотович (1835 – 1916) | Марионка Първова-Золотович (1835 – 1916) | Марионка Първова-Золотович (1835 – 1916) | Марионка Първова-Золотович (1835 – 1916) | Марионка Първова-Золотович (1835 – 1916) | Марионка Първова-Золотович (1835 – 1916) |  |  |                              |                              |                              |                              |                              |                              |  |  |                      |                      |                      |                      |                      |                      |
|                            |                            |                            |                            |                            |                            |  |  | Тодор Бурмов (1834 – 1906)        | Тодор Бурмов (1834 – 1906)        | Тодор Бурмов (1834 – 1906)        | Тодор Бурмов (1834 – 1906)        | Тодор Бурмов (1834 – 1906)        | Тодор Бурмов (1834 – 1906)        |  |  | Марионка Първова-Золотович (1835 – 1916) | Марионка Първова-Золотович (1835 – 1916) | Марионка Първова-Золотович (1835 – 1916) | Марионка Първова-Золотович (1835 – 1916) | Марионка Първова-Золотович (1835 – 1916) | Марионка Първова-Золотович (1835 – 1916) |  |  |                              |                              |                              |                              |                              |                              |  |  |                      |                      |                      |                      |                      |                      |
|                            |                            |                            |                            |                            |                            |  |  |                                   |                                   |                                   |                                   |                                   |                                   |  |  |                                          |                                          |                                          |                                          |                                          |                                          |  |  |                              |                              |                              |                              |                              |                              |  |  |                      |                      |                      |                      |                      |                      |
|                            |                            |                            |                            |                            |                            |  |  |                                   |                                   |                                   |                                   |                                   |                                   |  |  |                                          |                                          |                                          |                                          |                                          |                                          |  |  |                              |                              |                              |                              |                              |                              |  |  |                      |                      |                      |                      |                      |                      |
| Надежда Бурмова (1862 – ?) | Надежда Бурмова (1862 – ?) | Надежда Бурмова (1862 – ?) | Надежда Бурмова (1862 – ?) | Надежда Бурмова (1862 – ?) | Надежда Бурмова (1862 – ?) |  |  | Анна-Любица Бурмова (1867 – 1897) | Анна-Любица Бурмова (1867 – 1897) | Анна-Любица Бурмова (1867 – 1897) | Анна-Любица Бурмова (1867 – 1897) | Анна-Любица Бурмова (1867 – 1897) | Анна-Любица Бурмова (1867 – 1897) |  |  | Рада Данева (1868 – 1952)                | Рада Данева (1868 – 1952)                | Рада Данева (1868 – 1952)                | Рада Данева (1868 – 1952)                | Рада Данева (1868 – 1952)                | Рада Данева (1868 – 1952)                |  |  | Стоян Данев (1858 – 1949)    | Стоян Данев (1858 – 1949)    | Стоян Данев (1858 – 1949)    | Стоян Данев (1858 – 1949)    | Стоян Данев (1858 – 1949)    | Стоян Данев (1858 – 1949)    |  |  | Райна Бурова (1871)  | Райна Бурова (1871)  | Райна Бурова (1871)  | Райна Бурова (1871)  | Райна Бурова (1871)  | Райна Бурова (1871)  |
| Надежда Бурмова (1862 – ?) | Надежда Бурмова (1862 – ?) | Надежда Бурмова (1862 – ?) | Надежда Бурмова (1862 – ?) | Надежда Бурмова (1862 – ?) | Надежда Бурмова (1862 – ?) |  |  | Анна-Любица Бурмова (1867 – 1897) | Анна-Любица Бурмова (1867 – 1897) | Анна-Любица Бурмова (1867 – 1897) | Анна-Любица Бурмова (1867 – 1897) | Анна-Любица Бурмова (1867 – 1897) | Анна-Любица Бурмова (1867 – 1897) |  |  | Рада Данева (1868 – 1952)                | Рада Данева (1868 – 1952)                | Рада Данева (1868 – 1952)                | Рада Данева (1868 – 1952)                | Рада Данева (1868 – 1952)                | Рада Данева (1868 – 1952)                |  |  | Стоян Данев (1858 – 1949)    | Стоян Данев (1858 – 1949)    | Стоян Данев (1858 – 1949)    | Стоян Данев (1858 – 1949)    | Стоян Данев (1858 – 1949)    | Стоян Данев (1858 – 1949)    |  |  | Райна Бурова (1871)  | Райна Бурова (1871)  | Райна Бурова (1871)  | Райна Бурова (1871)  | Райна Бурова (1871)  | Райна Бурова (1871)  |
|                            |                            |                            |                            |                            |                            |  |  |                                   |                                   |                                   |                                   |                                   |                                   |  |  |                                          |                                          |                                          |                                          |                                          |                                          |  |  |                              |                              |                              |                              |                              |                              |  |  |                      |                      |                      |                      |                      |                      |
|                            |                            |                            |                            |                            |                            |  |  |                                   |                                   |                                   |                                   |                                   |                                   |  |  |                                          |                                          |                                          |                                          |                                          |                                          |  |  |                              |                              |                              |                              |                              |                              |  |  |                      |                      |                      |                      |                      |                      |
|                            |                            |                            |                            |                            |                            |  |  | Ивайло Данев (1890 – 1979)        | Ивайло Данев (1890 – 1979)        | Ивайло Данев (1890 – 1979)        | Ивайло Данев (1890 – 1979)        | Ивайло Данев (1890 – 1979)        | Ивайло Данев (1890 – 1979)        |  |  | Тодор Данев (1890 – 1894)                | Тодор Данев (1890 – 1894)                | Тодор Данев (1890 – 1894)                | Тодор Данев (1890 – 1894)                | Тодор Данев (1890 – 1894)                | Тодор Данев (1890 – 1894)                |  |  | Владимир Данев (1893 – 1969) | Владимир Данев (1893 – 1969) | Владимир Данев (1893 – 1969) | Владимир Данев (1893 – 1969) | Владимир Данев (1893 – 1969) | Владимир Данев (1893 – 1969) |  |  | Теофана Хаджикалчева | Теофана Хаджикалчева | Теофана Хаджикалчева | Теофана Хаджикалчева | Теофана Хаджикалчева | Теофана Хаджикалчева |
|                            |                            |                            |                            |                            |                            |  |  | Ивайло Данев (1890 – 1979)        | Ивайло Данев (1890 – 1979)        | Ивайло Данев (1890 – 1979)        | Ивайло Данев (1890 – 1979)        | Ивайло Данев (1890 – 1979)        | Ивайло Данев (1890 – 1979)        |  |  | Тодор Данев (1890 – 1894)                | Тодор Данев (1890 – 1894)                | Тодор Данев (1890 – 1894)                | Тодор Данев (1890 – 1894)                | Тодор Данев (1890 – 1894)                | Тодор Данев (1890 – 1894)                |  |  | Владимир Данев (1893 – 1969) | Владимир Данев (1893 – 1969) | Владимир Данев (1893 – 1969) | Владимир Данев (1893 – 1969) | Владимир Данев (1893 – 1969) | Владимир Данев (1893 – 1969) |  |  | Теофана Хаджикалчева | Теофана Хаджикалчева | Теофана Хаджикалчева | Теофана Хаджикалчева | Теофана Хаджикалчева | Теофана Хаджикалчева |

## Произведения
Негови произведения са:
- Българите и гръцкото висше духовенство, 1860 г.
- Съвременните наши калугери, 1867 г.
- Българо-гръцката църковна разпря, 1885 г.[6]
- Спомените ми. Дневник. Автобиография, 1895 г.
- Бурмов, Т. Българо-гръцката църковна распря.   София, Св. Синод на Българската православна църква (Печатница на Ст. Атанасов и cie), 1902 г.